# مارشا تالي
مارشا تالي (بالإنجليزية: Marcia Talley)‏ (12 أبريل 1943، كليفلاند في الولايات المتحدة)؛ روائية أمريكية. درست في كلية أوبرلين.